# Boca Chica (Stany Zjednoczone)
Boca Chica (dawniej Kennedy Shores, a później Kopernik Shores) – niewielka miejscowość, obszar niemunicypalny w hrabstwie Cameron w Teksasie w Stanach Zjednoczonych.
Leży 20 km na wschód od miasta Brownsville w Teksasie i stanowi część obszarów metropolitalnych Brownsville – Harlingen – Raymondville i Matamoros – Brownsville. Znajduje się w pobliżu autostrady stanowej nr 4 w Teksasie, bezpośrednio na południe od laguny South Bay i około cztery kilometry na północny zachód od ujścia Rio Grande.
W 2014 r. wieś została wybrana jako miejsce budowy prywatnego kosmodromu firmy SpaceX.

## Historia
Miejscowość została założona jako Kennedy Shores w 1967 r. przez Johna Caputę, dewelopera z Chicago, który działkę o powierzchni 3250 akrów pozyskał od Harolda Caldwella.  Planował on sprzedać ziemię polskim imigrantom z klasy robotniczej. Krótko po zbudowaniu osady składającej się z około 30 domów w stylu rancz, okolica została zdewastowana przez huragan Beulah. Zniszczeniu uległy jedyna restauracja, stacja uzdatniania wody, sieć energetyczna oraz obiekty użyteczności publicznej. Elektryczność została przywrócona, ale wiele domów nie miało wody pitnej nawet kilkadziesiąt lat później.
W 1975 r. mieszkaniec Stanley Piotrowicz został wybrany na burmistrza miejscowości i przemianował ją na Kopernik Shores na cześć Mikołaja Kopernika. Starał się, aby wieś uzyskała status gminy, co się nie powiodło. W 1990 i 2000 r. liczba ludności wynosiła 26 osób. W 2008 r. tylko sześć osób było stałymi mieszkańcami wsi, a do 2017 r. liczba ta spadła do czterech osób w dwóch domach i 12 mieszkańców sezonowych.